# Hôtel de ville de Bagnols-sur-Cèze
L'hôtel de ville de Bagnols-sur-Cèze est un édifice civil accueillant les institutions municipales de la ville de Bagnols-sur-Cèze, dans le département du Gard et la région Languedoc-Roussillon. Il fait l'objet d'une inscription au titre des monuments historiques depuis 1939.

## Localisation
Elle se situe en Occitanie dans le Gard à Bagnols-sur-Ceze plus précisément.

## Mobilier
- Une plaque commémorative de la restauration des remparts, classée à titre objets des monuments historiques depuis le 24 mai 1973[2]
- Un autel, issu de la chapelle Saint-Victor de Castel, datant des VIe ou VIIe siècle classé à titre objets des monuments historiques depuis 26 avril 1947[3]